# Roman Eremenko
Pour les articles homonymes, voir Eremenko.
Roman Eremenko (né le 19 mars 1987 à Moscou en Russie) est un joueur finlandais de football. Il est le fils de Alexei Eremenko Sr et le frère cadet de Alexei Eremenko Jr. Après avoir été suspendu deux ans par l'UEFA pour consommation de cocaïne, il fait son retour dans le football professionnel au début du  mois d'octobre 2018.

## Biographie

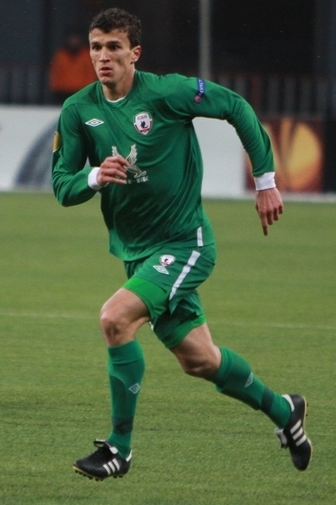
Roman Eremenko lors d'un match avec le Rubin Kazan.

Il s'est déplacé à l'âge de 3 ans avec sa famille à Jakobstad en Finlande quand son père, ancien joueur du FK Spartak Moscou, signe pour FF Jaro. Il devient citoyen finlandais en 2003 mais garde toujours son passeport russe.
Il commence sa carrière avec en 2004 à FF Jaro à l'âge de 17 ans, il était l'un des joueurs principaux de l'équipe. Puis en 2005 il signe en faveur de Udinese Calcio pendant 5 ans. Il fait ses débuts en Série A dans la saison 2006-07 contre Messine.
Puis il est prêté le 31 janvier 2007 à AC Sienne où il joua 11 matchs. Puis en juin 2007 il revient à Udinese Calcio. En octobre 2007, Eremenko prolonge son contrat à Udinese Calcio jusqu'en 2012.
En 2008, Roman est prêté au Dynamo Kiev en première division ukrainienne. Le 23 mai 2009, le Dynamo Kiev lève l'option d'achat.
Fin septembre 2011, il rejoint le FK Rubin Kazan pour une indemnité de transfert évalué à 13 M€.
Il fait ses débuts dans l'équipe nationale finlandaise lors des éliminatoires de l'Euro 2008, il a fait une apparition. Il porte le numéro 32 en équipe nationale.
Le 25 août 2014, il rejoint le CSKA Moscou pour quatre ans. Il parvient à se montrer essentielle dès ses débuts et marque plusieurs buts importants. Il marque un magnifique doublé face à Mordovia Saransk. Il est, depuis, deuxième meilleur buteur de la Ligue Russe (9 buts) derrière Salomón Rondón (10 buts).
Son contrat avec le Spartak Moscou est résilié en janvier 2019. Quelques jours plus tard, il signe en faveur du club russe du FK Rostov. Il passe deux années avec ce dernier club avant de s'en aller au mois de février 2021.

## Palmarès
Dynamo Kiev
- Champion d'Ukraine en 2009.

 Spartak Moscou
- Champion de Russie en 2016.